# Beck is back!
Beck is back! (stilisiert als BECK is back!) ist eine deutsche Dramedy-Fernsehserie, die vom 30. Januar 2018 bis zum 16. April 2019 von RTL ausgestrahlt wurde. Sie handelt von einem fiktiven gleichnamigen Strafverteidiger in Berlin, der nach einer langen Zeit als Hausmann erstmals beim Gericht arbeitet; die Hauptrolle spielt Bert Tischendorf.
Anfang März 2018 verlängerte RTL die Fernsehserie um eine zweite Staffel mit zehn Episoden. Aufgrund schlechter Einschaltquoten wurde die Serie nach Ausstrahlung der zweiten Staffel eingestellt.

## Handlung
Die Serie handelt von Hannes Beck, einem alleinerziehenden Vater, der als Pflichtverteidiger beim Gericht arbeitet.
Als Beck seine Frau Kirsten, die als Staatsanwältin arbeitet, für eine Überraschungsgeburtstagsparty mit der Familie von der Arbeit abholen möchte, erwischt er sie beim Fremdgehen. Er verlässt anschließend seine Frau und beginnt, neben der Kindererziehung, als Pflichtverteidiger zu arbeiten. Da er nach dem Jura-Studium nie gearbeitet hat und dieses schon einige Jahre her ist, ist er überfordert und hat Schwierigkeiten. Unterstützt wird er durch seine kroatische Anwaltsgehilfin und ehemalige Putzfrau Jasmina Božic, die unbekannterweise in Kroatien als Richterin tätig war. Sein Büro liegt im Hinterzimmer eines Hähnchen-Imbisses. Um ihre politische Karriere zu forcieren – wobei sie eine intakte Familie nachweisen muss – trachtet seine Frau danach, ihm das Sorgerecht für die gemeinsamen Kinder entziehen zu können.

## Besetzung
| Figur                       | Darsteller            | Rolle                                                                                  |
| --------------------------- | --------------------- | -------------------------------------------------------------------------------------- |
| Hannes Beck                 | Bert Tischendorf      | Pflichtverteidiger, Ex-Mann von Kirsten, Freund von Sarah                              |
| Jasmina Božić               | Andreja Schneider     | Anwaltsgehilfin von Hannes, ehemalige Richterin                                        |
| Kirsten Grammbach-Wachta    | Annika Ernst          | Staatsanwältin, Ex-Ehefrau von Hannes, Ex-Ehefrau von Marius                           |
| Susanne Kolberg             | Julia Dietze          | Rechtsanwältin, ehemalige Kommilitonin und Ex-Freundin von Hannes, Freundin von Moritz |
| Marius Wachta               | René Steinke          | Staatsanwalt, Ex-Ehemann von Kirsten                                                   |
| Arslan Azadi                | Serkan Cetinkaya      | Imbissbetreiber, Vermieter von Hannes’ Büro                                            |
| Herr Paulsen                | Simon Licht           | Richter                                                                                |
| Lena Beck                   | Deborah Schneidermann | Älteste Tochter von Hannes und Kirsten                                                 |
| Luca Beck                   | Louis Christiansen    | Ältester Sohn von Hannes und Kirsten                                                   |
| Emma Beck                   | Jolina Uhrig          | Jüngste Tochter von Hannes und Kirsten                                                 |
| Max Beck                    | Oskar Weiss           | Jüngster Sohn von Hannes und Kirsten                                                   |
| Sarah Schilken              | Tanja Hirner          | Kindermädchen im Hause Beck, Freundin von Hannes, Schwester von Vincent                |
| Vincent Schilken (St. 2)    | Eugen Bauder          | Bruder von Sarah                                                                       |
| Moritz Temme (St. 2)        | François Goeske       | Freund von Susanne, Sohn von Richter Temme                                             |
| Herr Dempel (St. 2)         | Lutz Herkenrath       | Oberstaatsanwalt                                                                       |
| Herr Wiedemann (Ep. 15, 19) | Kai Albrecht          | Staatsanwalt                                                                           |

## Produktion und Ausstrahlung
Von Juli bis Oktober 2017 wurden unter dem Arbeitstitel Plötzlich Anwalt zehn Folgen in Berlin gedreht. Produziert wird die Serie von UFA Fiction. Ab dem 30. Januar 2018 wurde die Serie dienstags auf RTL ausgestrahlt. Die erste Folge sahen insgesamt 2,32 Millionen, davon waren 1,09 Millionen im werberelevanten Alter der 14- bis 49-Jährigen. Somit erzielte sie durchschnittliche 11,5 Prozent Marktanteil, bei den 14- bis 49-Jährigen jedoch insgesamt nur 7,8 Prozent.
Mit einem Marktanteil von 6,6 Prozent und 2,06 Millionen Zuschauern bei allen sanken die Werte mit der zweiten Folge am 6. Februar 2018. Bei den 14- bis 49-Jährigen wurde ein Marktanteil von 10,9 Prozent ermittelt, was 1,12 Millionen Zuschauern entsprach. Im Anschluss erzielte die dritte Folge nur noch 1,83 Millionen Zuschauer mit einem gestiegenen Marktanteil von 7,3 Prozent. Auch die Reichweite bei den 14- bis 49-Jährigen sank auf 0,97 Millionen, bei ebenfalls gestiegenen Marktanteil von 11,9 Prozent.

## Episodenliste

### Staffel 1
| Nr. (ges.) | Nr. (St.) | Originaltitel         | Erstausstrahlung D | Regie        | Drehbuch                               |
| ---------- | --------- | --------------------- | ------------------ | ------------ | -------------------------------------- |
| 1          | 1         | Überraschung          | 30. Jan. 2018      | Ulli Baumann | Annika Soisson, Dominik Moser          |
| 2          | 2         | Neun Minuten          | 6. Feb. 2018       | Ulli Baumann | Peter Ackermann-Laubenstein, Gerd Lutz |
| 3          | 3         | Bis zum Äußersten     | 6. Feb. 2018       | Ulli Baumann | Dominik Moser                          |
| 4          | 4         | Nein heißt Nein       | 13. Feb. 2018      | Ulli Baumann | Stephanie Dörner                       |
| 5          | 5         | Großes Tennis         | 13. Feb. 2018      | Ulli Baumann | Valentina Brüning                      |
| 6          | 6         | Todesraser            | 20. Feb. 2018      | Ulli Baumann | Alexander Lindh                        |
| 7          | 7         | Eid des Hippokrates   | 27. Feb. 2018      | Ulli Baumann | Eckardt Wolff                          |
| 8          | 8         | Liebe bis zum Schluss | 6. März 2018       | Ulli Baumann | Tommy Wosch                            |
| 9          | 9         | Der falsche Mandant   | 13. März 2018      | Ulli Baumann | Thomas Franke                          |
| 10         | 10        | Ausbruch              | 20. März 2018      | Ulli Baumann | Boris Anderson                         |

### Staffel 2
| Nr. (ges.) | Nr. (St.) | Originaltitel        | Erstausstrahlung D | Regie        | Drehbuch        |
| ---------- | --------- | -------------------- | ------------------ | ------------ | --------------- |
| 11         | 1         | Ein Herz für Lilly   | 12. Feb. 2019      | Ulli Baumann | Dominik Moser   |
| 12         | 2         | Gaffer               | 19. Feb. 2019      | Ulli Baumann | Dominik Moser   |
| 13         | 3         | Die Kindesentführung | 26. Feb. 2019      | Ulli Baumann | Annika Cizek    |
| 14         | 4         | Tod den Tyrannen     | 5. März 2019       | Ulli Baumann | Polina Horosina |
| 15         | 5         | Pro Bono             | 12. März 2019      | Ulli Baumann | Laura Tamoj     |
| 16         | 6         | Das gekaufte Kind    | 19. März 2019      | Ulli Baumann | Annika Cizek    |
| 17         | 7         | Drogendealer         | 26. März 2019      | Ulli Baumann | Janosch Kosack  |
| 18         | 8         | Die Lehrerin         | 2. Apr. 2019       | Ulli Baumann | Tommy Wosch     |
| 19         | 9         | Endstation           | 9. Apr. 2019       | Ulli Baumann | Laura Tamoj     |
| 20         | 10        | Familienbande        | 16. Apr. 2019      | Ulli Baumann | Hannes Blamayer |

## Kritik
Im Gegensatz zur zuvor gestarteten Serie Sankt Maik hatte das Fernseh-Portal TV Wunschliste lobendere Worte für die Serie übrig. So meint Rezensentin Annick Peters, „„Beck is back!“ punktet vor allem durch den Wortwitz der schlagfertigen Figuren Hannes und Jasmina sowie Situationskomik. Etwa, wenn Hannes das Gesuch für eine Anwaltsgehilfin in der falschen Zeitungsrubrik inseriert hat und seine vermeintliche Bewerberin auf einmal splitterfasernackt vor ihm steht, weil sie dachte, sie antworte auf eine Beziehungsanzeige. Oder das von Jasmina aufgetane Hauptquartier („Büro“) des frischgebackenen Anwalts, das sich im Hinterzimmer eines Hähnchenimbisses befindet und als Running Gag dafür sorgt, dass Beck und Jasmina fortan immer wieder auf den sie umgebenden Hähnchengeruch hingewiesen werden. Das geht soweit, dass Jasmina berichtet, dass sie aufgrund ihres Hähnchengeruchs sogar von Hunden verfolgt wird.“ Die Serie sei „[…] eine Anwaltsserie, die sowohl mit Comedy als auch Drama-Elementen arbeitet.“ Dennoch seien „die dummen Sprüche des Staatsanwalts / Antagonisten […] hingegen oft ziemlich plump und übertrieben.“
Das Urteil von Timo Niemeier von dwdl.de hingegen fiel eher negativ aus. So sei „das fehlende Profil von „Beck is back“ […] das wohl größte Problem der neuen RTL-Serie. Zu sehr war man darauf bedacht, alles richtig zu machen und sich erfolgreiche Elemente anderer Serien abzuschauen. So ist „Beck is back“ zu glatt und vorhersehbar geworden. Ob es eine gute Idee von Hauptdarsteller Bert Tischendorf war, für die Serie die ZDF-Produktion Letzte Spur Berlin zu verlassen, darf jedenfalls bezweifelt werden.“